# 500 km de Olavarría
Los 500 km de Olavarría fue una carrera de automovilismo de velocidad especial organizada por la Asociación Corredores de Turismo Carretera, de manera exclusiva para su categoría principal, que fuera corrida en el Autódromo Hermanos Emiliozzi de la localidad de Olavarría, el 30 de abril de 2016.
Esta carrera se realizó por relevo de pilotos, además de haber sido corrida en un lapso de alrededor de casi 3 horas, en las cuales los pilotos participantes en el campeonato 2016 del Turismo Carretera debían compartir en ese lapso de tiempo la conducción de sus unidades con pilotos invitados que cumplieran como principal requisito, el haber participado en forma regular en alguna de las categorías regenteadas por ACTC. El binomio ganador de esta competencia especial, fue el conformado por el piloto Matías Rossi, junto a su invitado Esteban Guerrieri, quienes se llevarían el triunfo al comando de una unidad Chevrolet Chevy del equipo Donto Racing, tras recorrer 123 giros, por espacio de casi 3 horas de exigencia.

## Tripulaciones participantes
| #   | Piloto Titular        | Piloto Invitado      | Automóvil       | Equipo                    |
| --- | --------------------- | -------------------- | --------------- | ------------------------- |
| 1   | Omar Martínez         | Nicolás Pezzucchi    | Ford Falcon     | Martínez Competición      |
| 2   | Matías Rossi          | Esteban Guerrieri    | Chevrolet Chevy | Donto Racing              |
| 3   | Facundo Ardusso       | Valentín Aguirre     | Dodge Cherokee  | JP Racing                 |
| 4   | Luis José Di Palma    | José Luis Di Palma   | Torino Cherokee | Sprint Racing             |
| 5   | Agustín Canapino      | Federico Alonso      | Chevrolet Chevy | Jet Racing                |
| 6   | Guillermo Ortelli     | Claudio Kohler       | Chevrolet Chevy | JP Racing                 |
| 7   | Mariano Werner        | Marcos Muchiut       | Ford Falcon     | Werner Competición        |
| 8   | Juan Pablo Gianini    | Marcelo Agrelo       | Ford Falcon     | JPG Racing                |
| 9   | Leonel Pernía         | Carlos Okulovich     | Chevrolet Chevy | Las Toscas Racing         |
| 11  | Nicolás Bonelli       | Joel Gassmann        | Ford Falcon     | Bonelli Competición       |
| 12  | Juan Marcos Angelini  | Sebastián Diruscio   | Dodge Cherokee  | UR Racing                 |
| 14  | Santiago Mangoni      | Nicolás Dianda       | Torino Cherokee | Laboritto Jrs. Racing     |
| 15  | Mariano Altuna        | Luciano Trappa       | Chevrolet Chevy | Altuna Competición        |
| 16  | Juan Martín Trucco    | Elio Craparo         | Dodge Cherokee  | JMT Motorsport            |
| 18  | Gabriel Ponce de León | Federico Pérez       | Ford Falcon     | Ponce de León Competición |
| 22  | Norberto Fontana      | Nicolás Trosset      | Torino Cherokee | Laboritto Jrs. Racing     |
| 24  | Juan Martín Ponte     | Federico Paoloni     | Dodge Cherokee  | RUS Nero 53 Racing        |
| 25  | Emanuel Moriatis      | Pablo Ortega         | Ford Falcon     | Alifraco Sport            |
| 26  | Jonatan Castellano    | Diego Verriello      | Dodge Cherokee  | Castellano Power Team     |
| 28  | Emiliano Spataro      | Juan Martín Bruno    | Dodge Cherokee  | UR Racing                 |
| 30  | Gastón Mazzacane      | Daniel Nefa          | Chevrolet Chevy | Coiro Dole Racing         |
| 40  | Martín Serrano        | Martín Basso         | Dodge Cherokee  | Coiro Dole Racing         |
| 43  | Christian Dose        | Marcelo Videle       | Chevrolet Chevy | Dose Competición          |
| 54  | Nicolás González      | Christian Iván Ramos | Torino Cherokee | AyP Competición           |
| 63  | Próspero Bonelli      | Adrián Oubiña        | Ford Falcon     | Bonelli Competición       |
| 69  | Pedro Gentile         | Cristian Di Scala    | Chevrolet Chevy | JP Racing                 |
| 75  | Sergio Alaux          | Pablo Costanzo       | Chevrolet Chevy | Coiro Dole Racing         |
| 77  | Juan José Ebarlín     | Juan Pablo Barucca   | Torino Cherokee | Donto Racing              |
| 79  | Mathías Nolesi        | Maximiliano Juan     | Ford Falcon     | Nolesi Competición        |
| 82  | Mauricio Lambiris     | Julián Santero       | Torino Cherokee | Coiro Dole Racing         |
| 91  | Laureano Campanera    | Marcos Di Palma      | Chevrolet Chevy | Donto Racing              |
| 99  | Matías Jalaf          | Claudio Di Noto Rama | Torino Cherokee | C. Magni Motorsport       |
| 101 | Lionel Ugalde         | Ernesto Bessone II   | Ford Falcon     | Ugalde Competición        |
| 107 | Leonel Sotro          | Javier Jack          | Ford Falcon     | Alifraco Sport            |
| 111 | Juan Manuel Silva     | Alan Ruggiero        | Ford Falcon     | C. Magni Motorsport       |
| 112 | Esteban Gini          | Nazareno López       | Torino Cherokee | RUS Nero 53 Racing        |
| 113 | Diego De Carlo        | Emmanuel Alifraco    | Chevrolet Chevy | JC Competición            |
| 115 | Camilo Echevarría     | Gastón Rossi         | Chevrolet Chevy | Coiro Dole Racing         |
| 129 | Mauro Giallombardo    | Sebastián Reynoso    | Ford Falcon     | Maquin Parts Racing       |
| 144 | José Savino           | Maximiliano López    | Ford Falcon     | Savino Sport              |
| 151 | José Manuel Urcera    | Jonathan Vázquez     | Chevrolet Chevy | Las Toscas Racing         |

## Reglamento particular
Esta competencia contaría con un reglamento especial, por el cual se estipulaba la supresión de las jornadas clasificatorias y el ordenamiento de la grilla de partida por medio del ranking confeccionado a partir de la suma de lo cosechado en el campeonato 2015 del Turismo Carretera, más lo acumulado durante 2016 hasta la competencia en cuestión. Asimismo, también se estipulaban la modalidad de cambio de pilotos y los tiempos de repostaje de combustible y recambio de neumáticos. Los ítems más importantes, se detallan a continuación:
- Se dispone el cambio de piloto obligatorio y el límite del tiempo mínimo de conducción de cada competidor, durante toda la prueba, será de cuarenta (40) minutos, se podrá realizar cuando se esté efectuando la recarga de combustible y obligatoriamente utilizando la puerta izquierda del vehículo. Para el caso de efectuar el cambio de piloto en otro momento, el mismo se debe realizar cumpliendo vueltas impares y/o pares, según corresponda, siempre con referencia al puntero de la prueba. Para el caso de que algún piloto, debido a algún impedimento físico, no pueda cumplir el mínimo de tiempo de conducción estipulado, provocando el cambio de piloto y sticker correspondiente, deberá esto ser evaluado por el Departamento Médico de ACTC, obligatoriamente, elevando el informe al Comisariato Deportivo para su resolución.
- Todos los competidores podrán detenerse en boxes para el reabastecimiento de combustible, estando habilitados los mismos desde la largada de la prueba. Los vehículos ubicados en boxes impares deberán hacerlo cumpliendo las vueltas impares y los vehículos ubicados en boxes pares deberán hacerlo cumpliendo las vueltas pares, siempre con referencia al auto líder. En todos los casos será de libre elección del piloto la vuelta para efectuar la detención. Se entiende por “cumpliendo” el momento de pasar por la torre de control cerrando la vuelta respectiva, el puntero de la prueba.
- Los neumáticos autorizados a utilizar en esta competencia son únicamente los 8 sellados, permitiéndose el re-sellado de ocho (8) cubiertas usadas de la carrera anterior, solamente para los entrenamientos.
- Se deberá colocar un sticker (provisto por el Departamento Técnico de la ACTC) en el parabrisas, lado derecho del auto, con el fin de hacer conocer que piloto está conduciendo la unidad. Titular color "verde flúo" e Invitado color "naranja flúo".
- Si el piloto larga desde Boxes (sin cumplir la vuelta de formación ni la vuelta previa) será penalizado por el Comisariato Deportivo con la pérdida de una vuelta.
- Todo vehículo que reciba ayuda externa de Oficiales Deportivos de la ACTC, únicamente para movilizarlo, podrá seguir en carrera, esto se aplicará tanto cuando sea trasladado el auto a Boxes ( se computa la vuelta), o para cuando sea retirado de algún lugar peligroso y pueda seguir en competencia.
- El viernes y el sábado habrá solamente entrenamientos en tandas de 15 minutos. Los pilotos estarán divididos en pares e impares según los boxes y el primer día tendrán 3 sesiones de ensayos, una para titulares y dos para invitados, mientras que la segunda jornada solamente habrá 2 tandas, una para cada grupo.
- Una vez finalizada toda la actividad en pista del Viernes 29 y del Sábado 30, tanto los pilotos titulares como los invitados deberán permanecer en el frente de su box, atendiendo a los simpatizantes que se arrimen, por el término de 60 minutos (Art. 54° Reglamento de Campeonato de T.C.).
- La competencia será a 123 vueltas a la pista de 4.066,36 metros de extensión, o un máximo de tres horas.

- [1]

## Sistema de puntaje
Esta competencia presentó un sistema de puntaje especial, ya que al no haber desarrollo de clasificaciones y series, los puntos los otorgaría el desarrollo de la competencia final. Se detalla a continuación el sistema de puntos a repartir en la final:
- 1.er Puesto: 80 puntos
- 2.º Puesto: 74 puntos
- 3.er Puesto: 68 puntos
- 4.º Puesto: 62 puntos
- 5.º Puesto: 60 puntos
- 6.º Puesto: 58 puntos
- 7.º Puesto: 56 puntos
- 8.º Puesto: 54 puntos
- 9.º Puesto: 52 puntos
- 10.º Puesto: 50 puntos
- 11.º Puesto: 48 puntos
- 12.º Puesto: 46 puntos
- 13.er Puesto: 44 puntos
- 14.º Puesto: 42 puntos
- 15.º Puesto: 40 puntos
- 16.º Puesto: 38 puntos
- 17.º Puesto: 36 puntos
- 18.º Puesto: 34 puntos
- 19.º Puesto: 32 puntos
- 20.º Puesto: 30 puntos
- 21.er Puesto: 28 puntos
- 22.º Puesto: 26 puntos
- 23.er Puesto: 24 puntos
- 24.º Puesto: 22 puntos
- 25.º Puesto: 20 puntos
- 26.º Puesto: 18 puntos
- 27.º Puesto: 16 puntos
- 28.º Puesto: 14 puntos
- 29.º Puesto: 12 puntos
- 30.º Puesto: 10 puntos
- 31.º a 40.º: 6 puntos
- 41.º en más: 4 puntos

- [1]

## Parrilla de salida
Tal cual lo estipulaba el reglamento particular de esta prueba, la parrilla de salida quedó conformada por las posiciones del campeonato 2015 de Turismo Carretera, más el puntaje obtenido de las cuatro primeras carreras del año 2016. La misma se largó de la siguiente manera:
| Fila | Cuerda                                                            | Externo                                                         |
| ---- | ----------------------------------------------------------------- | --------------------------------------------------------------- |
| 1    | 1.º Omar Martínez - Nicolás Pezzucchi Ford Falcon #1              |                                                                 |
| 1    | 1.º Omar Martínez - Nicolás Pezzucchi Ford Falcon #1              | 2.º Matías Rossi - Esteban Guerrieri Chevrolet Chevy #2         |
| 1    |                                                                   |                                                                 |
| 2    | 3.º Facundo Ardusso - Valentín Aguirre Dodge Cherokee #3          |                                                                 |
| 2    | 3.º Facundo Ardusso - Valentín Aguirre Dodge Cherokee #3          | 4.º Agustín Canapino - Federico Alonso Chevrolet Chevy #5       |
| 2    |                                                                   |                                                                 |
| 3    | 5.º Guillermo Ortelli - Claudio Kohler Chevrolet Chevy #6         |                                                                 |
| 3    | 5.º Guillermo Ortelli - Claudio Kohler Chevrolet Chevy #6         | 6.º Luis José Di Palma - José Luis Di Palma Torino Cherokee #4  |
| 3    |                                                                   |                                                                 |
| 4    | 7.º Mariano Werner - Marcos Muchiut Ford Falcon #7                |                                                                 |
| 4    | 7.º Mariano Werner - Marcos Muchiut Ford Falcon #7                | 8.º Juan Pablo Gianini - Marcelo Agrelo Ford Falcon #8          |
| 4    |                                                                   |                                                                 |
| 5    | 9.º Leonel Pernía - Carlos Okulovich Chevrolet Chevy #9           |                                                                 |
| 5    | 9.º Leonel Pernía - Carlos Okulovich Chevrolet Chevy #9           | 10.º Santiago Mangoni - Nicolás Dianda Torino Cherokee #14      |
| 5    |                                                                   |                                                                 |
| 6    | 11.º Mariano Altuna - Luciano Trappa Chevrolet Chevy #15          |                                                                 |
| 6    | 11.º Mariano Altuna - Luciano Trappa Chevrolet Chevy #15          | 12.º Sergio Alaux - Pablo Costanzo Chevrolet Chevy #75          |
| 6    |                                                                   |                                                                 |
| 7    | 13.º Nicolás Bonelli - Joel Gassmann Ford Falcon #11              |                                                                 |
| 7    | 13.º Nicolás Bonelli - Joel Gassmann Ford Falcon #11              | 14.º Mauricio Lambiris - Julián Santero Torino Cherokee #82     |
| 7    |                                                                   |                                                                 |
| 8    | 15.º Juan Marcos Angelini - Sebastián Diruscio Dodge Cherokee #12 |                                                                 |
| 8    | 15.º Juan Marcos Angelini - Sebastián Diruscio Dodge Cherokee #12 | 16.º Juan Martín Trucco - Elio Craparo Dodge Cherokee #16       |
| 8    |                                                                   |                                                                 |
| 9    | 17.º Juan Manuel Silva - Alan Ruggiero Ford Falcon #111           |                                                                 |
| 9    | 17.º Juan Manuel Silva - Alan Ruggiero Ford Falcon #111           | 18.º Juan Martín Ponte - Federico Paoloni Dodge Cherokee #24    |
| 9    |                                                                   |                                                                 |
| 10   | 19.º Gabriel Ponce de León - Federico Pérez Ford Falcon #18       |                                                                 |
| 10   | 19.º Gabriel Ponce de León - Federico Pérez Ford Falcon #18       | 20.º Mauro Giallombardo - Sebastián Reynoso Ford Falcon #129    |
| 10   |                                                                   |                                                                 |
| 11   | 21.º Emanuel Moriatis - Pablo Ortega Ford Falcon #25              |                                                                 |
| 11   | 21.º Emanuel Moriatis - Pablo Ortega Ford Falcon #25              | 22.º Norberto Fontana - Nicolás Trosset Torino Cherokee #22     |
| 11   |                                                                   |                                                                 |
| 12   | 23.º Jonatan Castellano - Diego Verriello Dodge Cherokee #26      |                                                                 |
| 12   | 23.º Jonatan Castellano - Diego Verriello Dodge Cherokee #26      | 24.º Emiliano Spataro - Juan Martín Bruno Dodge Cherokee #28    |
| 12   |                                                                   |                                                                 |
| 13   | 25.º José Manuel Urcera - Jonathan Vázquez Chevrolet Chevy #151   |                                                                 |
| 13   | 25.º José Manuel Urcera - Jonathan Vázquez Chevrolet Chevy #151   | 26.º Leonel Sotro - Javier Jack Ford Falcon #107                |
| 13   |                                                                   |                                                                 |
| 14   | 27.º Próspero Bonelli - Adrián Oubiña Ford Falcon #63             |                                                                 |
| 14   | 27.º Próspero Bonelli - Adrián Oubiña Ford Falcon #63             | 28.º Lionel Ugalde - Ernesto Bessone II Ford Falcon #101        |
| 14   |                                                                   |                                                                 |
| 15   | 29.º Laureano Campanera - Marcos Di Palma Chevrolet Chevy #91     |                                                                 |
| 15   | 29.º Laureano Campanera - Marcos Di Palma Chevrolet Chevy #91     | 30.º Mathías Nolesi - Maximiliano Juan Ford Falcon #79          |
| 15   |                                                                   |                                                                 |
| 16   | 31.º Martín Serrano - Martín Basso Dodge Cherokee #40             |                                                                 |
| 16   | 31.º Martín Serrano - Martín Basso Dodge Cherokee #40             | 32.º Camilo Echevarría - Gastón Rossi Chevrolet Chevy #115      |
| 16   |                                                                   |                                                                 |
| 17   | 33.º Pedro Gentile - Cristian Di Scala Chevrolet Chevy #69        |                                                                 |
| 17   | 33.º Pedro Gentile - Cristian Di Scala Chevrolet Chevy #69        | 34.º Diego De Carlo - Emmanuel Alifraco Chevrolet Chevy #113    |
| 17   |                                                                   |                                                                 |
| 18   | 35.º Esteban Gini - Nazareno López Torino Cherokee #112           |                                                                 |
| 18   | 35.º Esteban Gini - Nazareno López Torino Cherokee #112           | 36.º Juan José Ebarlín - Juan Pablo Barucca Torino Cherokee #77 |
| 18   |                                                                   |                                                                 |
| 19   | 37.º Nicolás González - Christian Iván Ramos Torino Cherokee #54  |                                                                 |
| 19   | 37.º Nicolás González - Christian Iván Ramos Torino Cherokee #54  | 38.º Matías Jalaf - Claudio Di Noto Rama Torino Cherokee #99    |
| 19   |                                                                   |                                                                 |
| 20   | 39.º José Savino - Maximiliano López Ford Falcon #144             |                                                                 |
| 20   | 39.º José Savino - Maximiliano López Ford Falcon #144             | 40.º Christian Dose - Marcelo Videle Chevrolet Chevy #43        |
| 20   |                                                                   |                                                                 |
| 21   | 41.º Gastón Mazzacane - Daniel Nefa Chevrolet Chevy #30           |                                                                 |
| 21   | 41.º Gastón Mazzacane - Daniel Nefa Chevrolet Chevy #30           | -                                                               |
| 21   |                                                                   |                                                                 |

## Resultados finales
| #    | Piloto Titular        | Piloto Invitado      | N.º Id. | Automóvil       | Vueltas | Tiempo    | Dif.     |
| ---- | --------------------- | -------------------- | ------- | --------------- | ------- | --------- | -------- |
| 1.º  | Matías Rossi          | Esteban Guerrieri    | 2       | Chevrolet Chevy | 123     | 3:01:28.2 | -        |
| 2.º  | Mauricio Lambiris     | Julián Santero       | 82      | Torino Cherokee | 123     | 3:01:29.5 | 1.206    |
| 3.º  | Martín Serrano        | Martín Basso         | 40      | Dodge Cherokee  | 123     | 3:01:30.2 | 1.981    |
| 4.º  | Próspero Bonelli      | Adrián Oubiña        | 63      | Ford Falcon     | 123     | 3:01:30.4 | 2.112    |
| 5.º  | Juan Marcos Angelini  | Sebastián Diruscio   | 12      | Dodge Cherokee  | 123     | 3:01:30.6 | 2.316    |
| 6.º  | Juan Manuel Silva     | Alan Ruggiero        | 111     | Ford Falcon     | 123     | 3:01:30.9 | 2.653    |
| 7.º  | Mauro Giallombardo    | Sebastián Reynoso    | 129     | Ford Falcon     | 123     | 3:01:34.2 | 5.986    |
| 8.º  | Nicolás González      | Christian Iván Ramos | 54      | Torino Cherokee | 123     | 3:01:34.4 | 6.124    |
| 9.º  | Gastón Mazzacane      | Daniel Nefa          | 30      | Chevrolet Chevy | 123     | 3:01:34.7 | 6.567    |
| 10.º | Martín Ponte          | Federico Paoloni     | 24      | Dodge Cherokee  | 123     | 3:01:35.4 | 7.163    |
| 11.º | Gabriel Ponce de León | Federico Pérez       | 18      | Ford Falcon     | 123     | 3:01:35.5 | 7.231    |
| 12.º | Juan Pablo Gianini    | Marcelo Agrelo       | 8       | Ford Falcon     | 123     | 3:01:35.7 | 7.441    |
| 13.º | Lionel Ugalde         | Ernesto Bessone II   | 101     | Ford Falcon     | 123     | 3:01:36.9 | 8.611    |
| 14.º | Mariano Werner        | Marcos Muchiut       | 7       | Ford Falcon     | 123     | 3:01:42.2 | 13.970   |
| 15.º | Diego De Carlo        | Emmanuel Alifraco    | 113     | Chevrolet Chevy | 123     | 3:01:59.9 | 31.594   |
| 16.º | Guillermo Ortelli     | Claudio Kohler       | 6       | Chevrolet Chevy | 122     | 3:54:20.0 | 1 vuelta |
| 17.º | Norberto Fontana      | Nicolás Trosset      | 22      | Torino Cherokee | 122     | 3:01:32.6 | 1 vta    |
| 18.º | Juan Martín Trucco    | Elio Craparo         | 16      | Dodge Cherokee  | 122     | 4:06:00.0 | 1 vta    |
| 19.º | Juan José Ebarlín     | Juan Pablo Barucca   | 77      | Torino Cherokee | 122     | 3:01:46.1 | 1 vta    |
| 20.º | José Manuel Urcera    | Jonathan Vázquez     | 151     | Chevrolet Chevy | 122     | 3:01:43.2 | 1 vta    |
| 21.º | Nicolás Bonelli       | Joel Gassmann        | 11      | Ford Falcon     | 121     | 2:59:55.7 | 2 vtas   |
| 22.º | Pedro Gentile         | Cristian Di Scala    | 69      | Chevrolet Chevy | 121     | 3:01:45.5 | 2 vtas   |
| 23.º | Matías Jalaf          | Claudio Di Noto Rama | 99      | Torino Cherokee | 121     | 3:01:47.2 | 2 vtas   |
| 24.º | Emiliano Spataro      | Juan Martín Bruno    | 28      | Dodge Cherokee  | 120     | 3:01:34.2 | 3 vtas   |
| 25.º | Mathías Nolesi        | Maximiliano Juan     | 79      | Ford Falcon     | 120     | 3:01:38.7 | 3 vtas   |
| 26.º | Mariano Altuna        | Luciano Trappa       | 15      | Chevrolet Chevy | 120     | 3:01:54.4 | 3 vtas   |
| 27.º | Laureano Campanera    | Marcos Di Palma      | 91      | Chevrolet Chevy | 116     | 2:54:53.7 | 7 vtas   |
| 28.º | Luis José Di Palma    | José Luis Di Palma   | 4       | Torino Cherokee | 110     | 2:41:58.2 | 13 vtas  |
| 29.º | Christian Dose        | Marcelo Videle       | 43      | Chevrolet Chevy | 110     | 3:01:53.9 | 13 vtas  |
| 30.º | Facundo Ardusso       | Valentín Aguirre     | 3       | Dodge Cherokee  | 107     | 3:01:54.4 | 16 vtas  |
| 31.º | Esteban Gini          | Nazareno López       | 112     | Torino Cherokee | 97      | 2:23:39.4 | 26 vtas  |
| 32.º | Leonel Pernía         | Carlos Okulovich     | 112     | Chevrolet Chevy | 85      | 2:06:33.7 | 38 vtas  |
| 33.º | Camilo Echevarría     | Gastón Rossi         | 115     | Chevrolet Chevy | 79      | 1:59:09.8 | 44 vtas  |
| 34.º | Agustín Canapino      | Federico Alonso      | 5       | Chevrolet Chevy | 62      | 1:30:56.6 | 61 vtas  |
| 35.º | Omar Martínez         | Nicolás Pezzucchi    | 1       | Ford Falcon     | 62      | 1:58:4000 | 61 vtas  |
| 36.º | Sergio Alaux          | Pablo Costanzo       | 75      | Chevrolet Chevy | 43      | 1:03:58.9 | 80 vtas  |
| 37.º | Santiago Mangoni      | Nicolás Dianda       | 14      | Torino Cherokee | 34      | 49:11.236 | 89 vtas  |
| 38.º | Jonatan Castellano    | Diego Verriello      | 26      | Dodge Cherokee  | 28      | 37:59.546 | 95 vtas  |
| 39.º | Emanuel Moriatis      | Pablo Ortega         | 25      | Ford Falcon     | 22      | 56:20.641 | 101 vtas |
| 40.º | José Savino           | Maximiliano López    | 144     | Ford Falcon     | 15      | 22:24.740 | 108 vtas |
| 41.º | Leonel Sotro          | Javier Jack          | 107     | Ford Falcon     | 5       | 11:35.713 | 118 vtas |

- Promedio del Ganador: 165.369 km/h.
- Recargo 20 segundos (r20s): N.º 4 (Di Palma) por exceso de velocidad en ingreso y salida de boxes
- Recargo 10 segundos (r10s): N.º 43 (Dose) por exceso de velocidad salida de boxes
- Recargo 10 segundos (r10s): N.º 5 (Canapino), N.º 99 (Jalaf), N.º 1 (Martínez), N.º 77 (Ebarlín), N.º 151 (Urcera), N.º 113 (De Carlo), N.º 91 (Campanera), N.º 9 (Pernía), N.º 112 (Gini), N.º 15 (Altuna) por derrame de combustible en la calle de boxes
- Recargo 10 segundos (r10s): N.º 3 (Ardusso) y N.º 15 (Altuna) por cargar combustible dentro del box
- Recargo (rpt): N.º 151 (Urcera) por toque al N.º 77 (Ebarlín)
- Apercibido: N.º 113 (De Carlo) por toque al N.º 77 (Ebarlín)

## Artículo relacionado
- Anexo:Temporada 2016 de Turismo Carretera
- 1000 km de Buenos Aires del Turismo Carretera